# Resolutie 1458 Veiligheidsraad Verenigde Naties
Resolutie 1458 van de Veiligheidsraad van de Verenigde Naties werd unaniem door de VN-Veiligheidsraad aangenomen op 28 januari 2003.

## Achtergrond
Na de hoogtijdagen onder het decennialange bestuur van William Tubman, die in 1971 overleed, greep Samuel Doe de macht. Diens dictatoriale regime ontwrichtte de economie en er ontstonden rebellengroepen tegen zijn bewind, waaronder die van de latere president Charles Taylor. In 1989 leidde de situatie tot een burgeroorlog waarin de president vermoord werd. De oorlog bleef nog doorgaan tot 1996. Bij de verkiezingen in 1997 werd Charles Taylor verkozen en in 1999 ontstond opnieuw een burgeroorlog toen hem vijandige rebellengroepen delen van het land overnamen. Pas in 2003 kwam er een staakt-het-vuren en werden VN-troepen gestuurd. Taylor ging in ballingschap en de regering van zijn opvolger werd al snel vervangen door een overgangsregering. In 2005 volgden opnieuw verkiezingen, waarna Ellen Johnson-Sirleaf de nieuwe president werd.

## Inhoud

### Waarnemingen
Het was van belang dat werd toegezien op de uitvoering van de maatregelen in de resoluties 1343 en 1408 (het wapen- en diamantembargo tegen Liberia).

### Handelingen
Het panel van experts had zoals gevraagd in resolutie 1408 het rapport over haar onderzoek naar schendingen van het embargo ingediend. Er werd beslist dit panel nog drie maanden voort te zetten. De experts werd gevraagd opnieuw een rapport samen te stellen over de naleving van resolutie 1343 door de Liberiaanse overheid, schendingen van de sancties tegen het land en de betrokkenheid van rebellengroepen. Ze werden ook gevraagd landen die in opspraak kwamen recht van antwoord te geven.

## Verwante resoluties
- Resolutie 1395 Veiligheidsraad Verenigde Naties (2002)
- Resolutie 1408 Veiligheidsraad Verenigde Naties (2002)
- Resolutie 1478 Veiligheidsraad Verenigde Naties
- Resolutie 1497 Veiligheidsraad Verenigde Naties

Lijst ·  1455 ·  1456 ·  1457 ·  1458 ·  1459 ·  1460 ·  1461 ·  1462 ·  1463 ·  1464 ·  1465 ·  1466 ·  1467 ·  1468 ·  1469 ·  1470 ·  1471 ·  1472 ·  1473 ·  1474 ·  1475 ·  1476 ·  1477 ·  1478 ·  1479 ·  1480 ·  1481 ·  1482 ·  1483 ·  1484 ·  1485 ·  1486 ·  1487 ·  1488 ·  1489 ·  1490 ·  1491 ·  1492 ·  1493 ·  1494 ·  1495 ·  1496 ·  1497 ·  1498 ·  1499 ·  1500 ·  1501 ·  1502 ·  1503 ·  1504 ·  1505 ·  1506 ·  1507 ·  1508 ·  1509 ·  1510 ·  1511 ·  1512 ·  1513 ·  1514 ·  1515 ·  1516 ·  1517 ·  1518 ·  1519 ·  1520 ·  1521